# Fred Durst
Pour les articles homonymes, voir Durst (homonymie).
Fred Durst (né le 20 août 1970) est un musicien et réalisateur américain originaire de Jacksonville (Floride). Durst a grandi à Gastonia, Caroline du Nord et a joué dans un nombre de groupes musicaux en Floride durant la même période dans laquelle il travaillait en tant que tatoueur. Durst est mieux connu comme chanteur dans le groupe Limp Bizkit, formé en 1994, avec lequel il a publié six albums.
Depuis 2006, Durst travaille sur ses propres films indépendants. Il a doublé dans le film Population 436, et fait ses débuts de réalisateur dans le film The Education of Charlie Banks en 2007. Durst a également réalisé son second film, The Longshots en 2008.

## Biographie

### Vie privée
Fred Durst est né et a grandi à Gastonia, en Caroline du Nord, ville dans laquelle il éprouve de l'intérêt pour  le breakdance, le hip-hop, le punk rock et le heavy metal. Il débute dans le rap, le skate, le beatbox et en tant que DJ. Après son court séjour chez les Marines, Durst revient dans sa ville natale à Jacksonville, Floride, et devient tatoueur dans le but de gagner de l'argent, par la suite, il pense créer un groupe qui mélangerait les éléments du rock et du hip hop,.
Durst a joué avec trois autres groupes, Split 26, Malachi Sage, qui n'ont pas eu de succès, et 10 Foot Shindig, que Durst a quitté pour former un nouveau groupe. On le voit également dans le clip Got the Life de Korn en 1998 . Durst coopère avec Method Man dans N 2 Gether Now en 1999.

### Formation de Limp Bizkit (1994–1998)

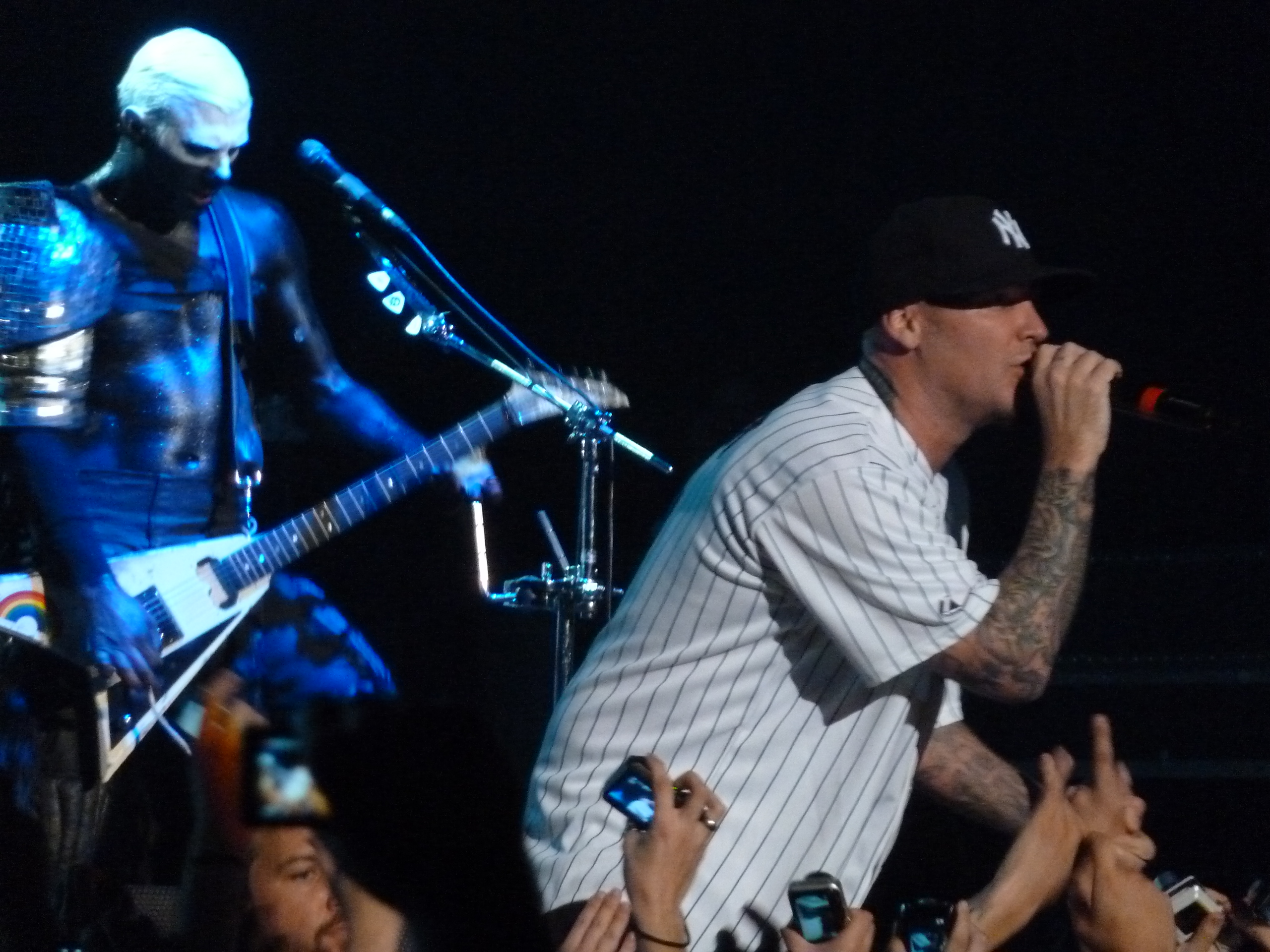
Wes Borland et Fred Durst au Movistar Arena à Santiago, Chili, le 21 juillet 2011.

En 1994, Durst, Malachi Sage, le bassiste Sam Rivers et le cousin de Rivers, John Otto, ont composé trois morceaux ensemble, et Wes Borland rejoint plus tard le groupe en tant que guitariste. Durst nomme le groupe Limp Bizkit, car il cherchait un nom qui dégouterait les auditeurs. Limp Bizkit obtient rapidement du succès dans la scène underground.
Plus tard, tandis que le groupe Korn vient en tournée dans la ville, Durst les invite à boire une bière et tatouer les membres du groupe. Même si Durst n'avait pas un grand talent pour les tatouages, il réussit malgré tout à persuader Reginald Arvizu d'écouter une démo faite par son groupe Limp Bizkit, qui contenait les musiques intitulées Pollution, Counterfeit et Stuck. Korn emmène Limp Bizkit dans deux de ses tournées et le groupe élargit son public,. DJ Lethal, ancien membre du groupe de hip-hop House of Pain, rejoint le groupe pour s'occuper du design sonore ; Les désaccords entre Durst et Borland mènent le guitariste (Borland) à quitter le groupe et à le rejoindre beaucoup plus tard.
En 1997, Limp Bizkit signe à Flip, un sous-label d'Interscope Records, et commercialise son tout premier album, Three Dollar Bill, Yall$. Le 23 octobre 1997, Durst fait la rencontre du groupe Staind, et réagit négativement à la couverture de leur album. Cependant, Durst complimente la performance du groupe, et leur annonce qu'il est « le meilleur groupe qu'il a pu voir en deux ans. » Durst part en Floride et enregistre une démo avec le groupe et le chanteur Aaron Lewis. Durst présente également le producteur Ross Robinson au groupe Cold.
Après le concert Limp Bizkit avec le groupe Deftones, Max Cavalera, ancien membre du groupe Sepultura, propose à Durst et DJ Lethal de faire une apparition dans Bleed, un titre du tout premier album de son nouveau groupe Soulfly. Cavalera explique que Ross Robinson lui a recommandé de travailler avec Durst. Durst a également fait une apparition dans l'album de Korn intitulé Follow the Leader.
Durst se passionne pour la réalisation des films, et réalise par la suite un vidéoclip pour le titre Faith en tant que promotion pour son apparition dans Very Bad Things, mais il n'était pas satisfait du résultat, et réalise à la place une deuxième vidéo dans laquelle il fait apparaître des groupes qu'il appréciait tels que Primus, Deftones et Mötley Crüe.

### Succès et controverses (1999–2005)
Limp Bizkit obtient un énorme succès grâce aux albums Significant Other (1999) et Chocolate Starfish and the Hot Dog Flavored Water (2000). Durant l'Été 1999, Limp Bizkit fait sa tournée au Woodstock '99 devant environ 200 000 personnes. De nombreux actes de violence se sont déroulés pendant et après le concert. De nombreuses agressions sexuelles ont été rapportées après le concert,,.
En juin 2000, Limp Bizkit part en tournée à WXRK Dysfunctional Family Picnic, mais arrive une heure en retard. Un porte-parole d'Interscope explique qu'il y avait eu confusion avec le groupe concernant les horaires. Durant leur concert, Durst critique le chanteur du groupe Creed Scott Stapp, et le qualifie d'« égocentrique ». Durant l'été, la tournée de Limp Bizkit a été sponsorisée par le service de partage de musique controversé Napster. Durst niait toute implication dans les partages de données.

## Discographie avecLimp Bizkit
- 1997 : Three Dollar Bill, Yall
- 1999 : Significant Other
- 2000 : Chocolate Starfish and the Hotdog Flavored Water
- 2001: New Old Songs
- 2003: Results May Vary
- 2005 : The Unquestionable Truth (Part 1)
- 2005 : greatest hits
- 2011 : Gold Cobra
- 2021 : Still Sucks

## Collaborations
- 1998: All in the Family ( Korn ft . Fred Durst)
- 1998: Go Away (Cold ft. Fred Durst)
- 1998: Bleed (Soulfly ft. Fred Durst & DJ Lethal)
- 1999: Get Naked (Methods of Mayhem ft. Fred Durst, Lil' Kim, Mixmaster Mike, & George Clinton)
- 1999:Outside (Live at Family Values Tour 1999) (Staind ft. Fred Durst)
- 2000: Methods of Mayhem - Get Naked ft. ( Lil' Kim, Tommy Lee & Fred Durst)
- 2001: Them Girls (Run-D.M.C. ft. Fred Durst)
- 2001 : Lay It On Back (feat. Fred Durst, DJ Lethal and Nate Dogg ,Kurupt )
- 2004: Famous (Rock ft. Fred Durst)
- 2012: Look Out ( Hard Target ft. Fred Durst)
- 2013: Here We Are (Champions) (Kevin Rudolf ft. fred durst , Birdman & Lil Wayne)
- 2016: Seamless (Corey Feldman ft. Fred Durst)
- 2023: bang ya head (Wargasm ft. Fred Durst)
- 2023 :  so raus (alligatoah ft. Fred durst)
- 2024: SOUL4SALE ( HARDY ft. Fred durst)

## Filmographie

### Acteur

#### Cinéma
- 2001 : Zoolander : Lui-même
- 2003 : Pauly Shore est mort : Lui-même
- 2005 : The Truth With Evan Jealous (Court métrage)
- 2005 : Sorry, Haters : Caméo
- 2006 : Population 436 : Deputy Bobby Caine
- 2009 : Play Dead : Ledge
- 2024 : I Saw the TV Glow : Frank
- 2024 : Y2K : Lui-même

### Documentaire
- 2023 : The Lost Century: And How to Reclaim It

#### Télévision
- 2002 : Fastlane : Caméo (saison 1 épisodes 1)
- 2005 : Révélations (Mini-série) : Ogden
- 2008 : Dr House : Barman (saison 4 épisodes 15 et 16)

#### Caméos dans des clips
- 1997 : Cold – Give
- 1998 : Korn – Got the Life
- 1998 : Kid Rock - Bawitdaba
- 1999 : Staind - Just Go
- 2000 : Lil' Bow Wow – Bow Wow (That's My Name) ( ft. Snoop Dogg)
- 2000 : Eminem – The Real Slim Shady
- 2001 : Puddle of Mudd – Control
- 2001 : 8-Ball – Stop Playin' Games
- 2011 : Stillwell - Surrounded By Liars
- 2012 : Dope D.O.D - Gatekeepers
- 2013 : Bubba Sparxxx - Bangin'
- 2016 : Bones - Biodegradable
- 2017 : Bones – Resurrection

### Réalisateur
- 2007 : Charlie Banks (The Education of Charlie Banks)
- 2008 : Ma super nièce ! (The Longshots)
- 2019 : The Fanatic (Le Fanatique)

## Jeux vidéo
- 2001 : WWF SmackDown! Just Bring It / Lui-même
- 2002 : WWF Raw / Lui-même
- 2004 : Fight Club / Lui-même